# Baie d'Osaka
La baie d'Osaka (大阪湾, Ōsaka-wan) est une baie située à l'ouest du Japon. Formant l'extrémité orientale de la mer intérieure de Seto, elle est séparée du reste de cette dernière par le détroit d'Akashi et de l'océan Pacifique par le détroit de Kitan. Elle est délimitée à l'ouest par l'île d'Awaji ; sur ses rivages nord et est se trouvent les villes de Kobe et d'Osaka.
Les principaux ports de la baie d'Osaka sont Osaka, Kobe, Nishinomiya, Sakai, Amagasaki et Hannan.
Plusieurs îles artificielles ont été construites dans la baie d'Osaka, notamment pour la construction de l'aéroport international du Kansai, de l'aéroport international de Kōbe ou pour l'île de Rokko. Une de ces îles, Yumeshima, sert de décharge à la ville d'Osaka. Un projet est en cours pour en faire aussi une ferme à énergie solaire capable de produire 10 000 kilowatts.
Plusieurs îles situées au sud de la baie d'Osaka font partie du parc national de Setonaikai.